# Bentué de Nocito
Bentué de Nocito ist ein spanischer Ort in der Provinz Huesca der Autonomen Gemeinschaft Aragonien. Bentué de Nocito, im Pyrenäenvorland liegend, gehört zur Gemeinde Sabiñánigo. Der Ort auf 1075 Meter Höhe hatte im Jahr 2015 einen Einwohner.
Bentué de Nocito liegt etwa 24 Kilometer (Luftlinie) südöstlich von Sabiñánigo im Val de Nocito.
Der Ort wird im Jahr 1038 erstmals genannt. 

## Sehenswürdigkeiten
- Romanische Pfarrkirche, die im 17. Jahrhundert verändert wurde[1]